# سوغا كانبه
سوغا كانبه (باليابانية: 神戸 清雄) (2 أغسطس 1961 في شيزوكا في اليابان – )؛ هو لاعب كرة قدم ياباني متقاعد.

## وصلات خارجية
- سوغا كانبه على موقع الاتحاد الدولي (مؤرشف)  (الإنجليزية)
- سوغا كانبه على موقع قاعدة بيانات كرة القدم.إي يو (الإنجليزية)
- سوغا كانبه على موقع Soccerway.com (الإنجليزية)
- سوغا كانبه على موقع عالم كرة القدم.نت (الإنجليزية)
- J.League Data Site (باليابانية)